# Estación de la Avenida Président Kennedy
La estación Avenida Presidente Kennedy (en francés: Avenue du Président Kennedy) es una estación de la línea C de RER situada en el XVI Distrito de París junto a la avenida homónima.
Se encuentra en el enlace de Boulainvilliers de la línea que unía el Campo de Marte con la estación de Saint-Lazare, llamándose entonces Quai de Passy, hasta que, tras rematar el proyecto VMI (Vallée de Montmorency-Invalides), pasó a formar parte de la línea RER C en el tramo común de los ramales C1 y C3 con el nombre actual.